# مدرسه محمدیه (تهران)
مدرسه محمدیه مربوط به دوره زند است و در تهران ـ بازار، راسته بازار مسجد جامع واقع شده و این اثر در تاریخ ۳۰ خرداد ۱۳۷۷ با شمارهٔ ثبت ۲۰۳۷ به‌عنوان یکی از آثار ملی ایران به ثبت رسیده است.